# Anthreptes seimundi
El suimanga de Seimund (Anthreptes seimundi) es una especie de ave paseriforme de la familia Nectariniidae propia de la selva tropical africana.